# Charles-André Malardot
Pour les articles homonymes, voir Malardot.
Charles-André Malardot (Metz, 30 juillet 1817 - Neuilly-sur-Marne, 31 octobre 1879) est un peintre et graveur français.

## Biographie
Charles-André Malardot naît le 30 juillet 1817 à Metz en Moselle. Élève d’Auguste Hussenotet d'Auguste Migette, il pratique d'abord la lithographie en 1835. Il se met ensuite à l'eau-forte, vers 1842. Il expose au salon de Paris à partir de 1847, surtout des paysages des environs de Metz et des Vosges, qu'il signe Ch. ou C. Malardot, puis A. C. Malardot, And. Malardot, M. ou A. M.. Son style est proche de celui de Rodolphe Bresdin. Il a aussi un frère, Gonzalve, qui est graveur à l'eau-forte. Charles-André Malardot meurt à Neuilly-sur-Marne en 1879.

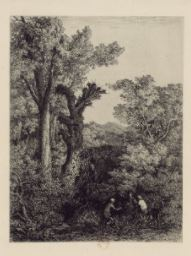
La pêche, eau-forte, 1866

## Sources
- Adolphe Bellevoye, Charles-André Malardot, son frère Gonzalve Malardot et Henry Turgny, graveurs à l'eau-forte, messins : biographie et catalogue de leurs œuvres, Verronnais, Metz, 1883.